# Quas Primas

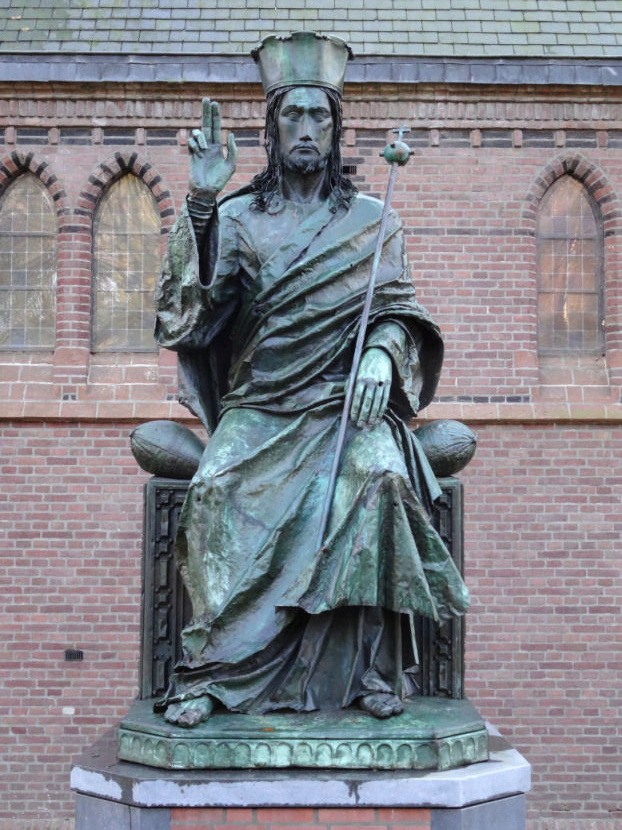
Christus Koning, beeld van Jan Eloy Brom en Leo Brom op het R.K. Kerkhof in Groningen

Quas primas (Latijn voor In de eerste (encycliek)) was een encycliek uitgevaardigd door paus Pius XI op 11 december 1925 waarmee hij het hoogfeest Christus Koning introduceerde.
De aanleiding voor de introductie van het hoogfeest was drieledig. Als eerste reden werd de toenemende verbanning van het geloof in Christus en zijn heilige wet uit het dagelijks leven genoemd. Een tweede reden was de behoefte van gelovigen hun loyaliteit aan Jezus Christus te betuigen, iets wat de paus geconstateerd had tijdens de vele vieringen in het Heilig Jaar 1925. Als derde punt gold de 1600-jarige viering van het Concilie van Nicea; het concilie had de leer van onder meer de Rooms-Katholieke Kerk vastgelegd, waaronder de medezelfstandigheid van Jezus naast zijn Vader.
In het vervolg van de encycliek ging Pius XI in op de betekenis van het koningschap. Deze titel was Christus gegeven doordat Hij alle macht had over hemel en aarde, zoals beschreven in Mattheüs 28, 18. Ook ten overstaan van Pontius Pilatus had Jezus dit verklaard, maar daaraan toegevoegd, dat Zijn koninkrijk niet van deze wereld was, waarmee hij de spirituele betekenis van zijn koningschap onderstreepte.
Volgens Pius XI is de katholieke kerk het koninkrijk van Christus op aarde, met als boodschap de verspreiding van het Woord. Erkenning van Christus koning zou leiden tot de vrijheid van volkeren, vrede en harmonie, maar zou ook de remedie zijn tegen de pest die de maatschappij op dat moment bedreigde: antiklerikalisme. Immers in Christus kwamen de drie machten tezamen: de wetgevende, de uitvoerende en rechterlijke macht.
Omdat de viering van (hoog)feesten binnen de Katholieke Kerk bewezen had een positieve uitwerking te hebben op gelovigen had Pius XI besloten het jaarlijks terugkerend hoogfeest Christus koning van het Heelal vast te stellen op de laatste zondag van oktober, voorafgaand aan Allerheiligen. Hiermee werd dan het liturgisch jaar officieel afgesloten.

## Wijzigingen
De officiële naam van het hoogfeest werd in 1925 vastgesteld op Onze Heer Jezus Christus de Koning (Latijn: D. N. Iesu Christi Regis). In 1969 werd door paus Paulus VI het feest verplaatst naar de laatste zondag van het liturgisch jaar, vóór de eerste zondag van de Advent. Hierdoor kwam een verwijzing tot stand naar het einde der tijden. De naam van het feest werd veranderd in Onze Heer Jezus Christus Koning van het Heelal (Latijn: D.N. Iesu Christi universorum Regis).